# Município de Perry (condado de Tuscarawas, Ohio)
O município de Perry (em inglês: Perry Township) é um município localizado no condado de Tuscarawas no estado estadounidense de Ohio. No ano de 2010 tinha uma população de 440 habitantes e uma densidade populacional de 6,6 pessoas por km².

## Geografia
O município de Perry encontra-se localizado nas coordenadas 40° 15′ 10″ N, 81° 23′ 21″ O. Segundo a Departamento do Censo dos Estados Unidos, o município tem uma superfície total de 66.66 km², da qual 66,62 km² correspondem a terra firme e (0,06 %) 0,04 km² é água.

## Demografia
Segundo o censo de 2010, tinha 440 pessoas residindo no município de Perry. A densidade populacional era de 6,6 hab./km². Dos 440 habitantes, o município de Perry estava composto pelo 98,64 % brancos, o 0,45 % eram afroamericanos, o 0,23 % eram de outras raças e o 0,68 % eram de uma mistura de raças. Do total da população o 0,91 % eram hispanos ou latinos de qualquer raça.